# Noël (évêque de Grenoble)
Pour les articles homonymes, voir Noël (homonymie).
Noël ou Natal (en latin : Natalis) est un chartreux du milieu du XIIe siècle, élu évêque de Grenoble mais dont l'élection est annulée.

## Biographie

### Élection au siège épiscopal
Noël est un moine chartreux,, originaire de la Chartreuse de Portes,,, près de Belley, en Bugey.
Il est désigné pour succéder à Hugues II, transféré sur le siège archiépiscopal de Vienne, en 1148,,. L'abbé et historien Ulysse Chevalier indiquait, dans son Regeste dauphinois (1913), « Les chanoines de Grenoble, privés d'évêque depuis deux ans, nomment Noël (Natalis) ». Ce choix, nous dit du Boys (1837), respecte l'orientation donnée par le pape Innocent II qui souhaitait que l'on ne choisisse désormais pour « Grenoble qu'un religieux ou un chanoine régulier ».

### Contestation et annulation
Cette élection créé un débat et reçoit l'annulation par le pape Eugène III,, après l'intervention du prieur de la Grande Chartreuse, Anthelme de Chignin — « au motif qu'il n’était pas du monastère primitif », selon l'historien Le Coq —, l'abbé de Cluny, Pierre le Vénérable et Bernard de Clairvaux,. En effet, il semble que le nouvel élu soit jugé trop jeune et donc manquer d'expérience, voire de craindre son ambition. Par ailleurs, il semble que le choix porter vers un chartreux issu de Porte et ainsi échapper à la Grande Chartreuse soit également à prendre en compte.
Le conflit se traduit par l'opposition des chartreuses locales entre-elles avec d'une part les dauphinoises, derrière la Grande Chartreuse, avec des Ecouges et de Durbon, et d'autre part, les bugistes soutenant de Portes, avec les chartreuses de Meyriat, de Sylve-Bénite et d'Arvières,. Face à cette décision d'annulation, une délégation de chartreux (entre 1148 et 1149) quitte leur Maison, très probablement Portes, sans permission, allant à l'encontre de la règle cartusienne, pour intercéder auprès du Saint Père contre cette injustice,. Le fait que ces moines rompent avec leurs vœux fait scandal. Selon l'historien Michel Rubellin, « Là, les faits ne sont pas très clairs ».
Bernard de Clairvaux écrit au pape pour qu'il revienne sur sa décision,,. Face à l'agitation, l'élection est annulée en 1050,,,.
Du Boys (1837) relève que Noël n'était rentré dans les ordres que depuis peu, son passif de laïc l'aurait très probablement fait subir, des attaques malveillantes. Cette annulation est la raison pour laquelle, Noël est absent des catalogues, notamment celui publié dans le Cartulaires de l'église-cathédrale de Grenoble, dits Cartulaires de saint Hugues ou encore de la Gallia christiana.
Pour le remplacer, on fait élire Othmar/Odemar de Sassenage, chanoine devenu  chartreux de la Grande Chartreuse,,,.